# Фалькони, Анна
Анна Фалькони (итал. Anna Falconi, урождённая Бохкольц (нем. Bochkoltz) или Бокхольц (нем. Bockholtz), в старых русских источниках также Бухгольц-Фалькони; 11 марта 1815, Трир — 24 декабря 1879, Париж) — немецкая оперная певица (сопрано), музыкальный педагог и композитор.
Дебютировала в 1844 году в Брюсселе как концертная исполнительница, затем выступала в Париже и Лондоне. В 1851—1852 гг. широко гастролировала по континентальной Европе, пела как приглашённая солистка на сценах Франкфурта-на-Майне, Мангейма, Карлсруэ, Нюрнберга, Фрайбурга, Мюнхена, Висбадена, в Италии дебютировала в миланской Ла Скала. В 1853—1856 гг. солистка Кобургской оперы, среди главных партий — донна Анна в «Дон Жуане», Леонора в «Фиделио», Агата в «Вольном стрелке», Елизавета в «Тангейзере». Выступала и как концертная певица; в 1856 г. Гектор Берлиоз оркестровал для Фалькони песню «Призрак розы» из цикла «Летние ночи» и посвятил певице оркестровую редакцию.
В 1856—1873 гг. преподавала в Вене, где среди её учеников была, в частности, Вильгельмина Рааб. После 1873 г., продолжая карьеру преподавателя, делила жизнь между Парижем и Страсбургом.